# بخش سبلان
بخش سبلان یکی از بخش‌های تابعه شهرستان سرعین در استان اردبیل ایران است. مرکز این بخش شهر اردیموسی می‌باشد.

## تقسیمات کشوری
- بخش سبلان
  - دهستان ارجستان
  - دهستان سبلان
  - شهرها:اردیموسی